# Alpina trepidaria
Alpina trepidaria là một loài bướm đêm trong họ Geometridae.